# Scopula rufimixtaria
Scopula rufimixtaria är en fjärilsart som beskrevs av W. Warren 1900. Scopula rufimixtaria ingår i släktet Scopula och familjen mätare. Inga underarter finns listade.